# Tour of Hainan 2023
Tour of Hainan 2023 var den 14. udgave af det kinesiske landevejscykelløb i Hainan-provinsen. Løbet foregik i perioden 5. til 9. oktober 2023. Løbet var en del af UCI ProSeries 2023 i kategorien 2.Pro.
Den samlede vinder af løbet blev 47-årige spanske Óscar Sevilla fra Team Medellín-EPM.

## Etaperne
| Etape    | Dato    | Start – Mål                                     | type              | Afstand (km) | Elevation (m) | Etapevinder         | Førende rytter    |
| -------- | ------- | ----------------------------------------------- | ----------------- | ------------ | ------------- | ------------------- | ----------------- |
| 1. etape | 5. okt. | Qionghai – Qionghai                             | flad etape        | 92,6         | 490 m         | George Jackson      | George Jackson    |
| 2. etape | 6. okt. | Qionghai – Det Autonome Amt Baoting Li og Miao  | middel bjergetape | 215,5        | 1.631 m       | Sebastian Berwick   | Sebastian Berwick |
| 3. etape | 7. okt. | Det Autonome Amt Baoting Li og Miao – Wuzhishan | bjergetape        | 122,6        | 2.299 m       | James Piccoli       | Óscar Sevilla     |
| 4. etape | 8. okt. | Wuzhishan – Det Autonome Amt Changjiang         | bjergetape        | 147,1        | 2.253 m       | Nicolas Dalla Valle | Óscar Sevilla     |
| 5. etape | 9. okt. | Det Autonome Amt Changjiang – Sanya             | kuperet etape     | 203,3        | 2.390 m       | Jesper Rasch        | Óscar Sevilla     |

### 1. etape
| Qionghai - Qionghai | flad etape | (92,6 km) |

| \| Etaperesultat \| Etaperesultat \| Etaperesultat \| Etaperesultat \| Etaperesultat \| \| Rytter \| Rytter \| Hold \| Tid \| \| \| ------------- \| ---------------------- \| --------------------------------------- \| ------------- \| ------------- \| \| 1. \| George Jackson \| Bolton Equities Black Spoke Pro Cycling \| 2t 01' 38" \| \| \| 2. \| Nicolas Dalla Valle \| Team Corratec-Selle Italia \| + 0" \| \| \| 3. \| Lucas Carstensen \| Roojai Online Insurance \| + 0" \| \| \| 4. \| Mohd Hariff Saleh \| Terengganu Polygon Cycling Team \| + 0" \| \| \| 5. \| Zhi Hui Jiang \| Li Ning Star \| + 0" \| \| \| 6. \| Norbert Banaszek \| HRE Mazowsze Serce Polski \| + 0" \| \| \| 7. \| Valerio Conti \| Team Corratec-Selle Italia \| + 0" \| \| \| 8. \| Dylan Hopkins \| Ljubljana Gusto Santic \| + 0" \| \| \| 9. \| Polychrónis Tzortzákis \| Roojai Online Insurance \| + 0" \| \| \| 10. \| Taj Jones \| Israel-Premier Tech \| + 0" \| \| |                        |                                         |            |
| |                        |                                         |            |
| Kilde: ProCyclingStats |                        |                                         |            |
| Etaperesultat |                        |                                         |            |
| Rytter | Rytter                 | Hold                                    | Tid        |
| 1. | George Jackson         | Bolton Equities Black Spoke Pro Cycling | 2t 01' 38" |
| 2. | Nicolas Dalla Valle    | Team Corratec-Selle Italia              | + 0"       |
| 3. | Lucas Carstensen       | Roojai Online Insurance                 | + 0"       |
| 4. | Mohd Hariff Saleh      | Terengganu Polygon Cycling Team         | + 0"       |
| 5. | Zhi Hui Jiang          | Li Ning Star                            | + 0"       |
| 6. | Norbert Banaszek       | HRE Mazowsze Serce Polski               | + 0"       |
| 7. | Valerio Conti          | Team Corratec-Selle Italia              | + 0"       |
| 8. | Dylan Hopkins          | Ljubljana Gusto Santic                  | + 0"       |
| 9. | Polychrónis Tzortzákis | Roojai Online Insurance                 | + 0"       |
| 10. | Taj Jones              | Israel-Premier Tech                     | + 0"       |

| \| Samlede stilling \| Samlede stilling \| Samlede stilling \| Samlede stilling \| Samlede stilling \| \| Rytter \| Rytter \| Hold \| Tid \| \| \| ---------------- \| ------------------- \| --------------------------------------- \| ---------------- \| ---------------- \| \| 1. \| George Jackson \| Bolton Equities Black Spoke Pro Cycling \| 2t 01' 28" \| \| \| 2. \| Nicolas Dalla Valle \| Team Corratec-Selle Italia \| + 4" \| \| \| 3. \| Lucas Carstensen \| Roojai Online Insurance \| + 6" \| \| \| 4. \| Lorenzo Quartucci \| Team Corratec-Selle Italia \| + 7" \| \| \| 5. \| Māris Bogdanovičs \| Hengxiang Cycling Team \| + 8" \| \| \| 6. \| Thomas Sexton \| Bolton Equities Black Spoke Pro Cycling \| + 9" \| \| \| 7. \| Mohd Hariff Saleh \| Terengganu Polygon Cycling Team \| + 10" \| \| \| 8. \| Zhi Hui Jiang \| Li Ning Star \| + 10" \| \| \| 9. \| Norbert Banaszek \| HRE Mazowsze Serce Polski \| + 10" \| \| \| 10. \| Valerio Conti \| Team Corratec-Selle Italia \| + 10" \| \| |                     |                                         |            |
| |                     |                                         |            |
| Kilde: ProCyclingStats |                     |                                         |            |
| Samlede stilling |                     |                                         |            |
| Rytter | Rytter              | Hold                                    | Tid        |
| 1. | George Jackson      | Bolton Equities Black Spoke Pro Cycling | 2t 01' 28" |
| 2. | Nicolas Dalla Valle | Team Corratec-Selle Italia              | + 4"       |
| 3. | Lucas Carstensen    | Roojai Online Insurance                 | + 6"       |
| 4. | Lorenzo Quartucci   | Team Corratec-Selle Italia              | + 7"       |
| 5. | Māris Bogdanovičs   | Hengxiang Cycling Team                  | + 8"       |
| 6. | Thomas Sexton       | Bolton Equities Black Spoke Pro Cycling | + 9"       |
| 7. | Mohd Hariff Saleh   | Terengganu Polygon Cycling Team         | + 10"      |
| 8. | Zhi Hui Jiang       | Li Ning Star                            | + 10"      |
| 9. | Norbert Banaszek    | HRE Mazowsze Serce Polski               | + 10"      |
| 10. | Valerio Conti       | Team Corratec-Selle Italia              | + 10"      |

### 2. etape
| Qionghai - Det Autonome Amt Baoting Li og Miao | middel bjergetape | (215,5 km) |

| \| Etaperesultat \| Etaperesultat \| Etaperesultat \| Etaperesultat \| Etaperesultat \| \| Rytter \| Rytter \| Hold \| Tid \| \| \| ------------- \| ----------------- \| --------------------------------------- \| ------------- \| ------------- \| \| 1. \| Sebastian Berwick \| Israel-Premier Tech \| 4t 53' 28" \| \| \| 2. \| Óscar Sevilla \| Medellín-EPM \| + 0" \| \| \| 3. \| Ben Hermans \| Israel-Premier Tech \| + 0" \| \| \| 4. \| Valerio Conti \| Team Corratec-Selle Italia \| + 0" \| \| \| 5. \| Cristian Raileanu \| Hengxiang Cycling Team \| + 0" \| \| \| 6. \| Mason Hollyman \| Israel-Premier Tech \| + 3" \| \| \| 7. \| Josh Burnett \| Bolton Equities Black Spoke Pro Cycling \| + 0" \| \| \| 8. \| Julien Trarieux \| China Glory Continental Cycling Team \| + 3" \| \| \| 9. \| James Piccoli \| China Glory Continental Cycling Team \| + 5" \| \| \| 10. \| Adne van Engelen \| Roojai Online Insurance \| + 9" \| \| |                   |                                         |            |
| |                   |                                         |            |
| Kilde: ProCyclingStats |                   |                                         |            |
| Etaperesultat |                   |                                         |            |
| Rytter | Rytter            | Hold                                    | Tid        |
| 1. | Sebastian Berwick | Israel-Premier Tech                     | 4t 53' 28" |
| 2. | Óscar Sevilla     | Medellín-EPM                            | + 0"       |
| 3. | Ben Hermans       | Israel-Premier Tech                     | + 0"       |
| 4. | Valerio Conti     | Team Corratec-Selle Italia              | + 0"       |
| 5. | Cristian Raileanu | Hengxiang Cycling Team                  | + 0"       |
| 6. | Mason Hollyman    | Israel-Premier Tech                     | + 3"       |
| 7. | Josh Burnett      | Bolton Equities Black Spoke Pro Cycling | + 0"       |
| 8. | Julien Trarieux   | China Glory Continental Cycling Team    | + 3"       |
| 9. | James Piccoli     | China Glory Continental Cycling Team    | + 5"       |
| 10. | Adne van Engelen  | Roojai Online Insurance                 | + 9"       |

| \| Samlede stilling \| Samlede stilling \| Samlede stilling \| Samlede stilling \| Samlede stilling \| \| Rytter \| Rytter \| Hold \| Tid \| \| \| ---------------- \| ----------------- \| --------------------------------------- \| ---------------- \| ---------------- \| \| 1. \| Sebastian Berwick \| Israel-Premier Tech \| 6t 54' 56" \| \| \| 2. \| Óscar Sevilla \| Medellín-EPM \| + 1" \| \| \| 3. \| Ben Hermans \| Israel-Premier Tech \| + 6" \| \| \| 4. \| Cristian Raileanu \| Hengxiang Cycling Team \| + 9" \| \| \| 5. \| Valerio Conti \| Team Corratec-Selle Italia \| + 10" \| \| \| 6. \| Julien Trarieux \| China Glory Continental Cycling Team \| + 13" \| \| \| 7. \| Mason Hollyman \| Israel-Premier Tech \| + 13" \| \| \| 8. \| Josh Burnett \| Bolton Equities Black Spoke Pro Cycling \| + 13" \| \| \| 9. \| James Piccoli \| China Glory Continental Cycling Team \| + 15" \| \| \| 10. \| Lorenzo Quartucci \| Team Corratec-Selle Italia \| + 17" \| \| |                   |                                         |            |
| |                   |                                         |            |
| Kilde: ProCyclingStats |                   |                                         |            |
| Samlede stilling |                   |                                         |            |
| Rytter | Rytter            | Hold                                    | Tid        |
| 1. | Sebastian Berwick | Israel-Premier Tech                     | 6t 54' 56" |
| 2. | Óscar Sevilla     | Medellín-EPM                            | + 1"       |
| 3. | Ben Hermans       | Israel-Premier Tech                     | + 6"       |
| 4. | Cristian Raileanu | Hengxiang Cycling Team                  | + 9"       |
| 5. | Valerio Conti     | Team Corratec-Selle Italia              | + 10"      |
| 6. | Julien Trarieux   | China Glory Continental Cycling Team    | + 13"      |
| 7. | Mason Hollyman    | Israel-Premier Tech                     | + 13"      |
| 8. | Josh Burnett      | Bolton Equities Black Spoke Pro Cycling | + 13"      |
| 9. | James Piccoli     | China Glory Continental Cycling Team    | + 15"      |
| 10. | Lorenzo Quartucci | Team Corratec-Selle Italia              | + 17"      |

### 3. etape
| Det Autonome Amt Baoting Li og Miao - Wuzhishan | bjergetape | (122,6 km) |

| \| Etaperesultat \| Etaperesultat \| Etaperesultat \| Etaperesultat \| Etaperesultat \| \| Rytter \| Rytter \| Hold \| Tid \| \| \| ------------- \| ----------------- \| --------------------------------------- \| ------------- \| ------------- \| \| 1. \| James Piccoli \| China Glory Continental Cycling Team \| 3t 08' 34" \| \| \| 2. \| Óscar Sevilla \| Medellín-EPM \| + 2" \| \| \| 3. \| Sebastian Berwick \| Israel-Premier Tech \| + 2" \| \| \| 4. \| Valerio Conti \| Team Corratec-Selle Italia \| + 2" \| \| \| 5. \| Ben Hermans \| Israel-Premier Tech \| + 4" \| \| \| 6. \| Julien Trarieux \| China Glory Continental Cycling Team \| + 38" \| \| \| 7. \| Lorenzo Quartucci \| Team Corratec-Selle Italia \| + 38" \| \| \| 8. \| David Lozano \| Team Novo Nordisk \| + 38" \| \| \| 9. \| Josh Burnett \| Bolton Equities Black Spoke Pro Cycling \| + 38" \| \| \| 10. \| Mason Hollyman \| Israel-Premier Tech \| + 38" \| \| |                   |                                         |            |
| |                   |                                         |            |
| Kilde: ProCyclingStats |                   |                                         |            |
| Etaperesultat |                   |                                         |            |
| Rytter | Rytter            | Hold                                    | Tid        |
| 1. | James Piccoli     | China Glory Continental Cycling Team    | 3t 08' 34" |
| 2. | Óscar Sevilla     | Medellín-EPM                            | + 2"       |
| 3. | Sebastian Berwick | Israel-Premier Tech                     | + 2"       |
| 4. | Valerio Conti     | Team Corratec-Selle Italia              | + 2"       |
| 5. | Ben Hermans       | Israel-Premier Tech                     | + 4"       |
| 6. | Julien Trarieux   | China Glory Continental Cycling Team    | + 38"      |
| 7. | Lorenzo Quartucci | Team Corratec-Selle Italia              | + 38"      |
| 8. | David Lozano      | Team Novo Nordisk                       | + 38"      |
| 9. | Josh Burnett      | Bolton Equities Black Spoke Pro Cycling | + 38"      |
| 10. | Mason Hollyman    | Israel-Premier Tech                     | + 38"      |

| \| Samlede stilling \| Samlede stilling \| Samlede stilling \| Samlede stilling \| Samlede stilling \| \| Rytter \| Rytter \| Hold \| Tid \| \| \| ---------------- \| ----------------- \| --------------------------------------- \| ---------------- \| ---------------- \| \| 1. \| Óscar Sevilla \| Medellín-EPM \| 10t 03' 27" \| \| \| 2. \| Sebastian Berwick \| Israel-Premier Tech \| + 1" \| \| \| 3. \| James Piccoli \| China Glory Continental Cycling Team \| + 8" \| \| \| 4. \| Ben Hermans \| Israel-Premier Tech \| + 13" \| \| \| 5. \| Valerio Conti \| Team Corratec-Selle Italia \| + 15" \| \| \| 6. \| Cristian Raileanu \| Hengxiang Cycling Team \| + 50" \| \| \| 7. \| Julien Trarieux \| China Glory Continental Cycling Team \| + 54" \| \| \| 8. \| Mason Hollyman \| Israel-Premier Tech \| + 54" \| \| \| 9. \| Josh Burnett \| Bolton Equities Black Spoke Pro Cycling \| + 54" \| \| \| 10. \| Lorenzo Quartucci \| Team Corratec-Selle Italia \| + 58" \| \| |                   |                                         |             |
| |                   |                                         |             |
| Kilde: ProCyclingStats |                   |                                         |             |
| Samlede stilling |                   |                                         |             |
| Rytter | Rytter            | Hold                                    | Tid         |
| 1. | Óscar Sevilla     | Medellín-EPM                            | 10t 03' 27" |
| 2. | Sebastian Berwick | Israel-Premier Tech                     | + 1"        |
| 3. | James Piccoli     | China Glory Continental Cycling Team    | + 8"        |
| 4. | Ben Hermans       | Israel-Premier Tech                     | + 13"       |
| 5. | Valerio Conti     | Team Corratec-Selle Italia              | + 15"       |
| 6. | Cristian Raileanu | Hengxiang Cycling Team                  | + 50"       |
| 7. | Julien Trarieux   | China Glory Continental Cycling Team    | + 54"       |
| 8. | Mason Hollyman    | Israel-Premier Tech                     | + 54"       |
| 9. | Josh Burnett      | Bolton Equities Black Spoke Pro Cycling | + 54"       |
| 10. | Lorenzo Quartucci | Team Corratec-Selle Italia              | + 58"       |

### 4. etape
| Wuzhishan - Det Autonome Amt Changjiang | bjergetape | (147,1 km) |

| \| Etaperesultat \| Etaperesultat \| Etaperesultat \| Etaperesultat \| Etaperesultat \| \| Rytter \| Rytter \| Hold \| Tid \| \| \| ------------- \| ------------------- \| ------------------------------------------------- \| ------------- \| ------------- \| \| 1. \| Nicolas Dalla Valle \| Team Corratec-Selle Italia \| 3t 30' 18" \| \| \| 2. \| Julien Trarieux \| China Glory Continental Cycling Team \| + 0" \| \| \| 3. \| George Jackson \| Bolton Equities Black Spoke Pro Cycling \| + 0" \| \| \| 4. \| Norbert Banaszek \| HRE Mazowsze Serce Polski \| + 0" \| \| \| 5. \| Marcin Budziński \| HRE Mazowsze Serce Polski \| + 0" \| \| \| 6. \| Cristian Raileanu \| Hengxiang Cycling Team \| + 0" \| \| \| 7. \| Viktor Potočki \| Ljubljana Gusto Santic \| + 0" \| \| \| 8. \| Hamish Beadle \| Team Novo Nordisk \| + 0" \| \| \| 9. \| Roman Majkin \| Pingtan International Tourism Island Cycling Team \| + 0" \| \| \| 10. \| Māris Bogdanovičs \| Hengxiang Cycling Team \| + 0" \| \| |                     |                                                   |            |
| |                     |                                                   |            |
| Kilde: ProCyclingStats |                     |                                                   |            |
| Etaperesultat |                     |                                                   |            |
| Rytter | Rytter              | Hold                                              | Tid        |
| 1. | Nicolas Dalla Valle | Team Corratec-Selle Italia                        | 3t 30' 18" |
| 2. | Julien Trarieux     | China Glory Continental Cycling Team              | + 0"       |
| 3. | George Jackson      | Bolton Equities Black Spoke Pro Cycling           | + 0"       |
| 4. | Norbert Banaszek    | HRE Mazowsze Serce Polski                         | + 0"       |
| 5. | Marcin Budziński    | HRE Mazowsze Serce Polski                         | + 0"       |
| 6. | Cristian Raileanu   | Hengxiang Cycling Team                            | + 0"       |
| 7. | Viktor Potočki      | Ljubljana Gusto Santic                            | + 0"       |
| 8. | Hamish Beadle       | Team Novo Nordisk                                 | + 0"       |
| 9. | Roman Majkin        | Pingtan International Tourism Island Cycling Team | + 0"       |
| 10. | Māris Bogdanovičs   | Hengxiang Cycling Team                            | + 0"       |

| \| Samlede stilling \| Samlede stilling \| Samlede stilling \| Samlede stilling \| Samlede stilling \| \| Rytter \| Rytter \| Hold \| Tid \| \| \| ---------------- \| ----------------- \| --------------------------------------- \| ---------------- \| ---------------- \| \| 1. \| Óscar Sevilla \| Medellín-EPM \| 13t 33' 45" \| \| \| 2. \| Sebastian Berwick \| Israel-Premier Tech \| + 1" \| \| \| 3. \| James Piccoli \| China Glory Continental Cycling Team \| + 8" \| \| \| 4. \| Ben Hermans \| Israel-Premier Tech \| + 13" \| \| \| 5. \| Valerio Conti \| Team Corratec-Selle Italia \| + 15" \| \| \| 6. \| Julien Trarieux \| China Glory Continental Cycling Team \| + 48" \| \| \| 7. \| Cristian Raileanu \| Hengxiang Cycling Team \| + 50" \| \| \| 8. \| Josh Burnett \| Bolton Equities Black Spoke Pro Cycling \| + 53" \| \| \| 9. \| Mason Hollyman \| Israel-Premier Tech \| + 54" \| \| \| 10. \| Lorenzo Quartucci \| Team Corratec-Selle Italia \| + 55" \| \| |                   |                                         |             |
| |                   |                                         |             |
| Kilde: ProCyclingStats |                   |                                         |             |
| Samlede stilling |                   |                                         |             |
| Rytter | Rytter            | Hold                                    | Tid         |
| 1. | Óscar Sevilla     | Medellín-EPM                            | 13t 33' 45" |
| 2. | Sebastian Berwick | Israel-Premier Tech                     | + 1"        |
| 3. | James Piccoli     | China Glory Continental Cycling Team    | + 8"        |
| 4. | Ben Hermans       | Israel-Premier Tech                     | + 13"       |
| 5. | Valerio Conti     | Team Corratec-Selle Italia              | + 15"       |
| 6. | Julien Trarieux   | China Glory Continental Cycling Team    | + 48"       |
| 7. | Cristian Raileanu | Hengxiang Cycling Team                  | + 50"       |
| 8. | Josh Burnett      | Bolton Equities Black Spoke Pro Cycling | + 53"       |
| 9. | Mason Hollyman    | Israel-Premier Tech                     | + 54"       |
| 10. | Lorenzo Quartucci | Team Corratec-Selle Italia              | + 55"       |

### 5. etape
| Det Autonome Amt Changjiang - Sanya | kuperet etape | (203,3 km) |

| \| Etaperesultat \| Etaperesultat \| Etaperesultat \| Etaperesultat \| Etaperesultat \| \| Rytter \| Rytter \| Hold \| Tid \| \| \| ------------- \| ---------------------- \| --------------------------------------- \| ------------- \| ------------- \| \| 1. \| Jesper Rasch \| À Bloc CT \| 4t 29' 14" \| \| \| 2. \| Itamar Einhorn \| Israel-Premier Tech \| + 0" \| \| \| 3. \| Nicolas Dalla Valle \| Team Corratec-Selle Italia \| + 0" \| \| \| 4. \| Norbert Banaszek \| HRE Mazowsze Serce Polski \| + 0" \| \| \| 5. \| Māris Bogdanovičs \| Hengxiang Cycling Team \| + 0" \| \| \| 6. \| Thomas Sexton \| Bolton Equities Black Spoke Pro Cycling \| + 0" \| \| \| 7. \| Nick Kergozou \| St George Continental Cycling Team \| + 0" \| \| \| 8. \| Viktor Potočki \| Ljubljana Gusto Santic \| + 0" \| \| \| 9. \| Polychrónis Tzortzákis \| Roojai Online Insurance \| + 0" \| \| \| 10. \| Marcin Budziński \| HRE Mazowsze Serce Polski \| + 0" \| \| |                        |                                         |            |
| |                        |                                         |            |
| Kilde: ProCyclingStats |                        |                                         |            |
| Etaperesultat |                        |                                         |            |
| Rytter | Rytter                 | Hold                                    | Tid        |
| 1. | Jesper Rasch           | À Bloc CT                               | 4t 29' 14" |
| 2. | Itamar Einhorn         | Israel-Premier Tech                     | + 0"       |
| 3. | Nicolas Dalla Valle    | Team Corratec-Selle Italia              | + 0"       |
| 4. | Norbert Banaszek       | HRE Mazowsze Serce Polski               | + 0"       |
| 5. | Māris Bogdanovičs      | Hengxiang Cycling Team                  | + 0"       |
| 6. | Thomas Sexton          | Bolton Equities Black Spoke Pro Cycling | + 0"       |
| 7. | Nick Kergozou          | St George Continental Cycling Team      | + 0"       |
| 8. | Viktor Potočki         | Ljubljana Gusto Santic                  | + 0"       |
| 9. | Polychrónis Tzortzákis | Roojai Online Insurance                 | + 0"       |
| 10. | Marcin Budziński       | HRE Mazowsze Serce Polski               | + 0"       |

## Resultater
| \| Samlede stilling \| Samlede stilling \| Samlede stilling \| Samlede stilling \| Samlede stilling \| \| Rytter \| Rytter \| Hold \| Tid \| \| \| ---------------- \| ----------------- \| --------------------------------------- \| ---------------- \| ---------------- \| \| 1. \| Óscar Sevilla \| Medellín-EPM \| 18t 02' 59" \| \| \| 2. \| Sebastian Berwick \| Israel-Premier Tech \| + 1" \| \| \| 3. \| James Piccoli \| China Glory Continental Cycling Team \| + 8" \| \| \| 4. \| Ben Hermans \| Israel-Premier Tech \| + 13" \| \| \| 5. \| Valerio Conti \| Team Corratec-Selle Italia \| + 15" \| \| \| 6. \| Julien Trarieux \| China Glory Continental Cycling Team \| + 48" \| \| \| 7. \| Cristian Raileanu \| Hengxiang Cycling Team \| + 50" \| \| \| 8. \| Josh Burnett \| Bolton Equities Black Spoke Pro Cycling \| + 53" \| \| \| 9. \| Mason Hollyman \| Israel-Premier Tech \| + 54" \| \| \| 10. \| Lorenzo Quartucci \| Team Corratec-Selle Italia \| + 55" \| \| |                   |                                         |             |
| |                   |                                         |             |
| Kilde: ProCyclingStats |                   |                                         |             |
| Samlede stilling |                   |                                         |             |
| Rytter | Rytter            | Hold                                    | Tid         |
| 1. | Óscar Sevilla     | Medellín-EPM                            | 18t 02' 59" |
| 2. | Sebastian Berwick | Israel-Premier Tech                     | + 1"        |
| 3. | James Piccoli     | China Glory Continental Cycling Team    | + 8"        |
| 4. | Ben Hermans       | Israel-Premier Tech                     | + 13"       |
| 5. | Valerio Conti     | Team Corratec-Selle Italia              | + 15"       |
| 6. | Julien Trarieux   | China Glory Continental Cycling Team    | + 48"       |
| 7. | Cristian Raileanu | Hengxiang Cycling Team                  | + 50"       |
| 8. | Josh Burnett      | Bolton Equities Black Spoke Pro Cycling | + 53"       |
| 9. | Mason Hollyman    | Israel-Premier Tech                     | + 54"       |
| 10. | Lorenzo Quartucci | Team Corratec-Selle Italia              | + 55"       |

| Samlede stilling | Samlede stilling  | Samlede stilling                        | Samlede stilling | Samlede stilling |
| Rytter           | Rytter            | Hold                                    | Tid              |                  |
| ---------------- | ----------------- | --------------------------------------- | ---------------- | ---------------- |
| 1.               | Óscar Sevilla     | Medellín-EPM                            | 18t 02' 59"      |                  |
| 2.               | Sebastian Berwick | Israel-Premier Tech                     | + 1"             |                  |
| 3.               | James Piccoli     | China Glory Continental Cycling Team    | + 8"             |                  |
| 4.               | Ben Hermans       | Israel-Premier Tech                     | + 13"            |                  |
| 5.               | Valerio Conti     | Team Corratec-Selle Italia              | + 15"            |                  |
| 6.               | Julien Trarieux   | China Glory Continental Cycling Team    | + 48"            |                  |
| 7.               | Cristian Raileanu | Hengxiang Cycling Team                  | + 50"            |                  |
| 8.               | Josh Burnett      | Bolton Equities Black Spoke Pro Cycling | + 53"            |                  |
| 9.               | Mason Hollyman    | Israel-Premier Tech                     | + 54"            |                  |
| 10.              | Lorenzo Quartucci | Team Corratec-Selle Italia              | + 55"            |                  |

| Bjergkonkurrence | Bjergkonkurrence        | Bjergkonkurrence                     | Bjergkonkurrence | Bjergkonkurrence |
| Rytter           | Rytter                  | Hold                                 | Point            |                  |
| ---------------- | ----------------------- | ------------------------------------ | ---------------- | ---------------- |
| 1.               | Michał Pomorski         | HRE Mazowsze Serce Polski            | 19 point         |                  |
| 2.               | Óscar Sevilla           | Medellín-EPM                         | 18 point         |                  |
| 3.               | Wilmar Paredes          | Medellín-EPM                         | 17 point         |                  |
| 4.               | Jelle Johannink         | À Bloc CT                            | 17 point         |                  |
| 5.               | Adne van Engelen        | Roojai Online Insurance              | 15 point         |                  |
| 6.               | Sebastian Berwick       | Israel-Premier Tech                  | 14 point         |                  |
| 7.               | Lucas De Rossi          | China Glory Continental Cycling Team | 13 point         |                  |
| 8.               | Nils Sinschek           | À Bloc CT                            | 10 point         |                  |
| 9.               | Davide Baldaccini       | Team Corratec-Selle Italia           | 9 point          |                  |
| 10.              | Myagmarsuren Baasankhuu | Mongoliet                            | 7 point          |                  |

| Bjergkonkurrence | Bjergkonkurrence        | Bjergkonkurrence                     | Bjergkonkurrence | Bjergkonkurrence |
| Rytter           | Rytter                  | Hold                                 | Point            |                  |
| ---------------- | ----------------------- | ------------------------------------ | ---------------- | ---------------- |
| 1.               | Michał Pomorski         | HRE Mazowsze Serce Polski            | 19 point         |                  |
| 2.               | Óscar Sevilla           | Medellín-EPM                         | 18 point         |                  |
| 3.               | Wilmar Paredes          | Medellín-EPM                         | 17 point         |                  |
| 4.               | Jelle Johannink         | À Bloc CT                            | 17 point         |                  |
| 5.               | Adne van Engelen        | Roojai Online Insurance              | 15 point         |                  |
| 6.               | Sebastian Berwick       | Israel-Premier Tech                  | 14 point         |                  |
| 7.               | Lucas De Rossi          | China Glory Continental Cycling Team | 13 point         |                  |
| 8.               | Nils Sinschek           | À Bloc CT                            | 10 point         |                  |
| 9.               | Davide Baldaccini       | Team Corratec-Selle Italia           | 9 point          |                  |
| 10.              | Myagmarsuren Baasankhuu | Mongoliet                            | 7 point          |                  |

| Pointkonkurrence | Pointkonkurrence    | Pointkonkurrence                        | Pointkonkurrence | Pointkonkurrence |
| Rytter           | Rytter              | Hold                                    | Point            |                  |
| ---------------- | ------------------- | --------------------------------------- | ---------------- | ---------------- |
| 1.               | Nicolas Dalla Valle | Team Corratec-Selle Italia              | 47 point         |                  |
| 2.               | Julien Trarieux     | China Glory Continental Cycling Team    | 37 point         |                  |
| 3.               | Sebastian Berwick   | Israel-Premier Tech                     | 35 point         |                  |
| 4.               | George Jackson      | Bolton Equities Black Spoke Pro Cycling | 34 point         |                  |
| 5.               | Valerio Conti       | Team Corratec-Selle Italia              | 34 point         |                  |
| 6.               | Norbert Banaszek    | HRE Mazowsze Serce Polski               | 34 point         |                  |
| 7.               | Óscar Sevilla       | Medellín-EPM                            | 33 point         |                  |
| 8.               | Cristian Raileanu   | Hengxiang Cycling Team                  | 26 point         |                  |
| 9.               | James Piccoli       | China Glory Continental Cycling Team    | 24 point         |                  |
| 10.              | Lorenzo Quartucci   | Team Corratec-Selle Italia              | 24 point         |                  |

| Pointkonkurrence | Pointkonkurrence    | Pointkonkurrence                        | Pointkonkurrence | Pointkonkurrence |
| Rytter           | Rytter              | Hold                                    | Point            |                  |
| ---------------- | ------------------- | --------------------------------------- | ---------------- | ---------------- |
| 1.               | Nicolas Dalla Valle | Team Corratec-Selle Italia              | 47 point         |                  |
| 2.               | Julien Trarieux     | China Glory Continental Cycling Team    | 37 point         |                  |
| 3.               | Sebastian Berwick   | Israel-Premier Tech                     | 35 point         |                  |
| 4.               | George Jackson      | Bolton Equities Black Spoke Pro Cycling | 34 point         |                  |
| 5.               | Valerio Conti       | Team Corratec-Selle Italia              | 34 point         |                  |
| 6.               | Norbert Banaszek    | HRE Mazowsze Serce Polski               | 34 point         |                  |
| 7.               | Óscar Sevilla       | Medellín-EPM                            | 33 point         |                  |
| 8.               | Cristian Raileanu   | Hengxiang Cycling Team                  | 26 point         |                  |
| 9.               | James Piccoli       | China Glory Continental Cycling Team    | 24 point         |                  |
| 10.              | Lorenzo Quartucci   | Team Corratec-Selle Italia              | 24 point         |                  |

| Holdkonkurrence | Holdkonkurrence                         | Holdkonkurrence | Holdkonkurrence |
| Hold            | Hold                                    | Tid             |                 |
| --------------- | --------------------------------------- | --------------- | --------------- |
| 1.              | Israel-Premier Tech                     | 54t 10' 23"     |                 |
| 2.              | China Glory Continental Cycling Team    | + 50"           |                 |
| 3.              | Team Corratec-Selle Italia              | + 51"           |                 |
| 4.              | HRE Mazowsze Serce Polski               | + 10' 52"       |                 |
| 5.              | Bolton Equities Black Spoke Pro Cycling | + 16' 23"       |                 |
| 6.              | Team Novo Nordisk                       | + 18' 35"       |                 |
| 7.              | À Bloc CT                               | + 23' 16"       |                 |
| 8.              | Ljubljana Gusto Santic                  | + 31' 20"       |                 |
| 9.              | Hengxiang Cycling Team                  | + 33' 49"       |                 |
| 10.             | Medellín-EPM                            | + 40' 48"       |                 |

| Holdkonkurrence | Holdkonkurrence                         | Holdkonkurrence | Holdkonkurrence |
| Hold            | Hold                                    | Tid             |                 |
| --------------- | --------------------------------------- | --------------- | --------------- |
| 1.              | Israel-Premier Tech                     | 54t 10' 23"     |                 |
| 2.              | China Glory Continental Cycling Team    | + 50"           |                 |
| 3.              | Team Corratec-Selle Italia              | + 51"           |                 |
| 4.              | HRE Mazowsze Serce Polski               | + 10' 52"       |                 |
| 5.              | Bolton Equities Black Spoke Pro Cycling | + 16' 23"       |                 |
| 6.              | Team Novo Nordisk                       | + 18' 35"       |                 |
| 7.              | À Bloc CT                               | + 23' 16"       |                 |
| 8.              | Ljubljana Gusto Santic                  | + 31' 20"       |                 |
| 9.              | Hengxiang Cycling Team                  | + 33' 49"       |                 |
| 10.             | Medellín-EPM                            | + 40' 48"       |                 |

## Hold og ryttere
| UCI ProTeams (4)- Bolton Equities Black Spoke Pro Cycling - Israel-Premier Tech - Team Corratec-Selle Italia - Team Novo Nordisk UCI Kontinentalhold (12)- À Bloc CT - China Glory Continental Cycling Team - Hengxiang Cycling Team - HRE Mazowsze Serce Polski - Li Ning Star - Medellín-EPM - Pingtan International Tourism Island Cycling Team - Roojai Online Insurance - St George Continental Cycling Team - Terengganu Polygon Cycling Team - Tianyoude Hotel Cycling Team - Wuzhishan Cycling Team Landshold (2)- Kina - Mongoliet |
| |

### Startliste
| Kina CHN | Kina CHN       | Kina CHN  |
| -------- | -------------- | --------- |
| Nr.      | Rytter         | Placering |
| 1        | Hu Haijie      | DNF-2     |
| 2        | Yu Tao Shen    | 94.       |
| 3        | Teng Geng      | 20.       |
| 4        | Sun Changsheng | 89.       |
| 5        | Lian Shuai     | 86.       |
| 6        | Fu Enqi        | DNF-5     |

| China Glory Continental Cycling Team CGC | China Glory Continental Cycling Team CGC | China Glory Continental Cycling Team CGC |
| ---------------------------------------- | ---------------------------------------- | ---------------------------------------- |
| Nr.                                      | Rytter                                   | Placering                                |
| 11                                       | James Piccoli (CAN)                      | 3.                                       |
| 12                                       | Lucas De Rossi (FRA)                     | 14.                                      |
| 13                                       | Julien Trarieux (FRA)                    | 6.                                       |
| 14                                       | Willie Smit (RSA)                        | 15.                                      |
| 15                                       | Liu Jiankun (CHN)                        | 69.                                      |
| 16                                       | Su Haoyu (CHN)                           | 38.                                      |

| Bolton Equities Black Spoke Pro Cycling BEB | Bolton Equities Black Spoke Pro Cycling BEB | Bolton Equities Black Spoke Pro Cycling BEB |
| ------------------------------------------- | ------------------------------------------- | ------------------------------------------- |
| Nr.                                         | Rytter                                      | Placering                                   |
| 21                                          | Thomas Sexton (NZL)                         | 30.                                         |
| 22                                          | Luke Mudgway (NZL)                          | 35.                                         |
| 23                                          | Ethan Batt (NZL)                            | 102.                                        |
| 24                                          | George Jackson (NZL)                        | 31.                                         |
| 25                                          | Bailey O'Donnell (NZL)                      | 83.                                         |
| 26                                          | Keegan Hornblow (NZL)                       | 61.                                         |
| 27                                          | Josh Burnett (NZL)                          | 8.                                          |

| Team Corratec-Selle Italia COR | Team Corratec-Selle Italia COR | Team Corratec-Selle Italia COR |
| ------------------------------ | ------------------------------ | ------------------------------ |
| Nr.                            | Rytter                         | Placering                      |
| 31                             | Lorenzo Quartucci (ITA)        | 10.                            |
| 32                             | Davide Baldaccini (ITA)        | 11.                            |
| 33                             | Giulio Masotto (ITA)           | 74.                            |
| 34                             | Nicolas Dalla Valle (ITA)      | 40.                            |
| 35                             | Samuele Zambelli (ITA)         | 96.                            |
| 36                             | Marco Murgano (ITA)            | 57.                            |
| 37                             | Valerio Conti (ITA)            | 5.                             |

| Israel-Premier Tech IPT | Israel-Premier Tech IPT         | Israel-Premier Tech IPT |
| ----------------------- | ------------------------------- | ----------------------- |
| Nr.                     | Rytter                          | Placering               |
| 41                      | Sebastian Berwick (AUS)         | 2.                      |
| 42                      | Itamar Einhorn (ISR) (landevej) | 90.                     |
| 43                      | Omer Goldstein (ISR)            | 25.                     |
| 44                      | Ben Hermans (BEL)               | 4.                      |
| 45                      | Mason Hollyman (GBR)            | 9.                      |
| 46                      | Taj Jones (AUS)                 | DNF-3                   |
| 47                      | Chris Froome (GBR)              | 63.                     |

| Team Novo Nordisk TNN | Team Novo Nordisk TNN   | Team Novo Nordisk TNN |
| --------------------- | ----------------------- | --------------------- |
| Nr.                   | Rytter                  | Placering             |
| 51                    | Hamish Beadle (NZL)     | 36.                   |
| 52                    | David Lozano (ESP)      | 13.                   |
| 53                    | Stephen Clancy (IRL)    | DNF-4                 |
| 54                    | Gerd de Keijzer (NED)   | 99.                   |
| 55                    | Logan Phippen (USA)     | 91.                   |
| 56                    | Sam Brand (GBR)         | 28.                   |
| 57                    | Quinten De Graeve (BEL) | 66.                   |

| À Bloc CT ABC | À Bloc CT ABC          | À Bloc CT ABC |
| ------------- | ---------------------- | ------------- |
| Nr.           | Rytter                 | Placering     |
| 61            | Jelle Johannink (NED)  | 53.           |
| 62            | Maxime Duba (NED)      | 93.           |
| 63            | Jesper Rasch (NED)     | 78.           |
| 64            | Nils Sinschek (NED)    | 22.           |
| 65            | Meindert Weulink (NED) | 16.           |
| 66            | Luuk Herben (NED)      | 60.           |
| 67            | Lars Loohuis (NED)     | 72.           |

| Bodywrap LTwoo Cycling Team BDR | Bodywrap LTwoo Cycling Team BDR | Bodywrap LTwoo Cycling Team BDR |
| ------------------------------- | ------------------------------- | ------------------------------- |
| Nr.                             | Rytter                          | Placering                       |
| 71                              | Cao Zhenlei (CHN)               | DNF-4                           |
| 72                              | Fàn Yihua (CHN)                 | 50.                             |
| 73                              | Fu Zhèngháo (CHN)               | 51.                             |
| 74                              | Li Boan (CHN)                   | 18.                             |
| 75                              | Wang Mengjie (CHN)              | DNF-5                           |
| 76                              | Yang Yiming (CHN)               | 100.                            |

| HRE Mazowsze Serce Polski MSP | HRE Mazowsze Serce Polski MSP | HRE Mazowsze Serce Polski MSP |
| ----------------------------- | ----------------------------- | ----------------------------- |
| Nr.                           | Rytter                        | Placering                     |
| 81                            | Norbert Banaszek (POL)        | 34.                           |
| 82                            | Marcin Budziński (POL)        | 19.                           |
| 83                            | Tomasz Budziński (POL)        | 26.                           |
| 84                            | Jakub Kaczmarek (POL)         | 41.                           |
| 85                            | Tobiasz Pawlak (POL)          | 73.                           |
| 86                            | Michał Pomorski (POL)         | 29.                           |
| 87                            | Adam Stachowiak (POL)         | DNF-4                         |

| Hengxiang Cycling Team HEN | Hengxiang Cycling Team HEN | Hengxiang Cycling Team HEN |
| -------------------------- | -------------------------- | -------------------------- |
| Nr.                        | Rytter                     | Placering                  |
| 91                         | Hou Dongyi (CHN)           | DNF-3                      |
| 92                         | Gao Yongbing (CHN)         | 32.                        |
| 93                         | Andris Vosekalns (LAT)     | 88.                        |
| 94                         | Māris Bogdanovičs (LAT)    | 45.                        |
| 95                         | Cristian Raileanu (ROU)    | 7.                         |

| Ljubljana Gusto Santic LGS | Ljubljana Gusto Santic LGS      | Ljubljana Gusto Santic LGS |
| -------------------------- | ------------------------------- | -------------------------- |
| Nr.                        | Rytter                          | Placering                  |
| 101                        | Natan Gregorčič (SLO)           | 59.                        |
| 102                        | Dylan Hopkins (AUS)             | 17.                        |
| 103                        | Jernej Hribar (SLO)             | DNF-2                      |
| 104                        | Viktor Potočki (CRO) (landevej) | 27.                        |
| 105                        | Andrew Sampson (AUS)            | 46.                        |
| 106                        | Anže Skok (SLO)                 | DNF-2                      |
| 107                        | Dan Andrej Tomšič (SLO)         | DNF-2                      |

| Li Ning Star LNS | Li Ning Star LNS     | Li Ning Star LNS |
| ---------------- | -------------------- | ---------------- |
| Nr.              | Rytter               | Placering        |
| 111              | Shao Junqi (CHN)     | 37.              |
| 112              | Zhi Hui Jiang (CHN)  | 101.             |
| 113              | Periklis Ilias (GRE) | 21.              |
| 114              | Roniel Campos (VEN)  | 55.              |
| 115              | Alexei Shnyrko       | 77.              |
| 116              | Bai Lijun (CHN)      | 98.              |
| 117              | Li Luhao (CHN)       | 85.              |

| Pingtan International Tourism Island Cycling Team PIT | Pingtan International Tourism Island Cycling Team PIT | Pingtan International Tourism Island Cycling Team PIT |
| ----------------------------------------------------- | ----------------------------------------------------- | ----------------------------------------------------- |
| Nr.                                                   | Rytter                                                | Placering                                             |
| 121                                                   | Li Honghai (CHN)                                      | 43.                                                   |
| 122                                                   | Li Tiancheng (CHN)                                    | 104.                                                  |
| 123                                                   | Yu Yuanfeng (CHN)                                     | DNF-5                                                 |
| 124                                                   | Chen Yixin (CHN)                                      | 68.                                                   |
| 125                                                   | Roman Majkin                                          | 24.                                                   |
| 126                                                   | Li Shuai (CHN)                                        | 47.                                                   |

| Roojai Online Insurance ROI | Roojai Online Insurance ROI  | Roojai Online Insurance ROI |
| --------------------------- | ---------------------------- | --------------------------- |
| Nr.                         | Rytter                       | Placering                   |
| 131                         | Lucas Carstensen (GER)       | 70.                         |
| 132                         | Polychrónis Tzortzákis (GRE) | 62.                         |
| 133                         | Thanachat Yatan (THA)        | 58.                         |
| 134                         | Konstantin Fast              | DNF-4                       |
| 135                         | Kongphob Thimachai (THA)     | 64.                         |
| 136                         | Adne van Engelen (NED)       | 12.                         |
| 137                         | Muhammadhanafee Kueji (THA)  | DNF-3                       |

| St George Continental Cycling Team STG | St George Continental Cycling Team STG | St George Continental Cycling Team STG |
| -------------------------------------- | -------------------------------------- | -------------------------------------- |
| Nr.                                    | Rytter                                 | Placering                              |
| 141                                    | Matthew Rice (AUS)                     | 97.                                    |
| 142                                    | William Cooper (AUS)                   | 76.                                    |
| 143                                    | Aidan Buttigieg                        | DNF-5                                  |
| 145                                    | Riley Fleming (AUS)                    | 67.                                    |
| 146                                    | Jackson Medway (AUS)                   | 71.                                    |
| 147                                    | Nick Kergozou (NZL)                    | 84.                                    |

| Medellín-EPM MED | Medellín-EPM MED     | Medellín-EPM MED |
| ---------------- | -------------------- | ---------------- |
| Nr.              | Rytter               | Placering        |
| 151              | Óscar Sevilla (ESP)  | 1.               |
| 152              | Brayan Sánchez (COL) | 48.              |
| 153              | Fabio Duarte (COL)   | 80.              |
| 154              | David Gonzalez (COL) | 42.              |
| 155              | Walter Vargas (COL)  | 75.              |
| 156              | Wilmar Paredes (COL) | 56.              |
| 157              | Danny Osorio (COL)   | DNF-2            |

| Tianyoude Hotel Cycling Team TYD | Tianyoude Hotel Cycling Team TYD  | Tianyoude Hotel Cycling Team TYD |
| -------------------------------- | --------------------------------- | -------------------------------- |
| Nr.                              | Rytter                            | Placering                        |
| 161                              | Guo Shourong (CHN)                | 81.                              |
| 162                              | Li Zisen (CHN)                    | 52.                              |
| 163                              | Yeisson Quetama (COL)             | 95.                              |
| 164                              | Jonathan Monsalve (VEN)           | 49.                              |
| 165                              | Saeid Safarzadeh (IRI) (landevej) | DNS-5                            |
| 166                              | Sun Hailin (CHN)                  | 103.                             |

| Terengganu Polygon Cycling Team TSG | Terengganu Polygon Cycling Team TSG      | Terengganu Polygon Cycling Team TSG |
| ----------------------------------- | ---------------------------------------- | ----------------------------------- |
| Nr.                                 | Rytter                                   | Placering                           |
| 171                                 | Metkel Eyob (ERI)                        | 23.                                 |
| 172                                 | Jeroen Meijers (NED)                     | DNS-2                               |
| 173                                 | Muhammad Shahmir Aiman Abdul Halim (MAS) | DNF-3                               |
| 174                                 | Mohd Shahrul Mat Amin (MAS)              | 54.                                 |
| 175                                 | Mohd Hariff Saleh (MAS)                  | DNF-3                               |
| 176                                 | Irwandie Lakasek (MAS)                   | DNF-3                               |
| 177                                 | Wan Abdul Rahman Hamdan (MAS)            | DNF-3                               |

| Wuzhishan Cycling Team WZS | Wuzhishan Cycling Team WZS | Wuzhishan Cycling Team WZS |
| -------------------------- | -------------------------- | -------------------------- |
| Nr.                        | Rytter                     | Placering                  |
| 181                        | Xu Kaixiong (CHN)          | DNF-3                      |
| 182                        | Huang Wenbo (CHN)          | 87.                        |
| 183                        | Zheng Bowen (CHN)          | 44.                        |
| 184                        | Shi Jinggang (CHN)         | 92.                        |
| 185                        | Javier Sarda Perez (ESP)   | 33.                        |
| 186                        | Angus Miller (AUS)         | DNF-3                      |
| 187                        | Oliver Anderson (AUS)      | 65.                        |

| Mongoliet MGL | Mongoliet MGL           | Mongoliet MGL |
| ------------- | ----------------------- | ------------- |
| Nr.           | Rytter                  | Placering     |
| 191           | Enkhtaivan Bolor-Erdene | DNF-2         |
| 192           | Myagmarsuren Baasankhuu | 39.           |
| 193           | Narankhuu Baterdene     | DNF-3         |
| 194           | Batbaatar Batsambuu     | DNF-3         |
| 195           | Davaajargal Altangerel  | 79.           |
| 196           | Temuulen Khadbaatar     | 82.           |

| Kina CHN | Kina CHN       | Kina CHN  |
| -------- | -------------- | --------- |
| Nr.      | Rytter         | Placering |
| 1        | Hu Haijie      | DNF-2     |
| 2        | Yu Tao Shen    | 94.       |
| 3        | Teng Geng      | 20.       |
| 4        | Sun Changsheng | 89.       |
| 5        | Lian Shuai     | 86.       |
| 6        | Fu Enqi        | DNF-5     |

| China Glory Continental Cycling Team CGC | China Glory Continental Cycling Team CGC | China Glory Continental Cycling Team CGC |
| ---------------------------------------- | ---------------------------------------- | ---------------------------------------- |
| Nr.                                      | Rytter                                   | Placering                                |
| 11                                       | James Piccoli (CAN)                      | 3.                                       |
| 12                                       | Lucas De Rossi (FRA)                     | 14.                                      |
| 13                                       | Julien Trarieux (FRA)                    | 6.                                       |
| 14                                       | Willie Smit (RSA)                        | 15.                                      |
| 15                                       | Liu Jiankun (CHN)                        | 69.                                      |
| 16                                       | Su Haoyu (CHN)                           | 38.                                      |

| Bolton Equities Black Spoke Pro Cycling BEB | Bolton Equities Black Spoke Pro Cycling BEB | Bolton Equities Black Spoke Pro Cycling BEB |
| ------------------------------------------- | ------------------------------------------- | ------------------------------------------- |
| Nr.                                         | Rytter                                      | Placering                                   |
| 21                                          | Thomas Sexton (NZL)                         | 30.                                         |
| 22                                          | Luke Mudgway (NZL)                          | 35.                                         |
| 23                                          | Ethan Batt (NZL)                            | 102.                                        |
| 24                                          | George Jackson (NZL)                        | 31.                                         |
| 25                                          | Bailey O'Donnell (NZL)                      | 83.                                         |
| 26                                          | Keegan Hornblow (NZL)                       | 61.                                         |
| 27                                          | Josh Burnett (NZL)                          | 8.                                          |

| Team Corratec-Selle Italia COR | Team Corratec-Selle Italia COR | Team Corratec-Selle Italia COR |
| ------------------------------ | ------------------------------ | ------------------------------ |
| Nr.                            | Rytter                         | Placering                      |
| 31                             | Lorenzo Quartucci (ITA)        | 10.                            |
| 32                             | Davide Baldaccini (ITA)        | 11.                            |
| 33                             | Giulio Masotto (ITA)           | 74.                            |
| 34                             | Nicolas Dalla Valle (ITA)      | 40.                            |
| 35                             | Samuele Zambelli (ITA)         | 96.                            |
| 36                             | Marco Murgano (ITA)            | 57.                            |
| 37                             | Valerio Conti (ITA)            | 5.                             |

| Israel-Premier Tech IPT | Israel-Premier Tech IPT         | Israel-Premier Tech IPT |
| ----------------------- | ------------------------------- | ----------------------- |
| Nr.                     | Rytter                          | Placering               |
| 41                      | Sebastian Berwick (AUS)         | 2.                      |
| 42                      | Itamar Einhorn (ISR) (landevej) | 90.                     |
| 43                      | Omer Goldstein (ISR)            | 25.                     |
| 44                      | Ben Hermans (BEL)               | 4.                      |
| 45                      | Mason Hollyman (GBR)            | 9.                      |
| 46                      | Taj Jones (AUS)                 | DNF-3                   |
| 47                      | Chris Froome (GBR)              | 63.                     |

| Team Novo Nordisk TNN | Team Novo Nordisk TNN   | Team Novo Nordisk TNN |
| --------------------- | ----------------------- | --------------------- |
| Nr.                   | Rytter                  | Placering             |
| 51                    | Hamish Beadle (NZL)     | 36.                   |
| 52                    | David Lozano (ESP)      | 13.                   |
| 53                    | Stephen Clancy (IRL)    | DNF-4                 |
| 54                    | Gerd de Keijzer (NED)   | 99.                   |
| 55                    | Logan Phippen (USA)     | 91.                   |
| 56                    | Sam Brand (GBR)         | 28.                   |
| 57                    | Quinten De Graeve (BEL) | 66.                   |

| À Bloc CT ABC | À Bloc CT ABC          | À Bloc CT ABC |
| ------------- | ---------------------- | ------------- |
| Nr.           | Rytter                 | Placering     |
| 61            | Jelle Johannink (NED)  | 53.           |
| 62            | Maxime Duba (NED)      | 93.           |
| 63            | Jesper Rasch (NED)     | 78.           |
| 64            | Nils Sinschek (NED)    | 22.           |
| 65            | Meindert Weulink (NED) | 16.           |
| 66            | Luuk Herben (NED)      | 60.           |
| 67            | Lars Loohuis (NED)     | 72.           |

| Bodywrap LTwoo Cycling Team BDR | Bodywrap LTwoo Cycling Team BDR | Bodywrap LTwoo Cycling Team BDR |
| ------------------------------- | ------------------------------- | ------------------------------- |
| Nr.                             | Rytter                          | Placering                       |
| 71                              | Cao Zhenlei (CHN)               | DNF-4                           |
| 72                              | Fàn Yihua (CHN)                 | 50.                             |
| 73                              | Fu Zhèngháo (CHN)               | 51.                             |
| 74                              | Li Boan (CHN)                   | 18.                             |
| 75                              | Wang Mengjie (CHN)              | DNF-5                           |
| 76                              | Yang Yiming (CHN)               | 100.                            |

| HRE Mazowsze Serce Polski MSP | HRE Mazowsze Serce Polski MSP | HRE Mazowsze Serce Polski MSP |
| ----------------------------- | ----------------------------- | ----------------------------- |
| Nr.                           | Rytter                        | Placering                     |
| 81                            | Norbert Banaszek (POL)        | 34.                           |
| 82                            | Marcin Budziński (POL)        | 19.                           |
| 83                            | Tomasz Budziński (POL)        | 26.                           |
| 84                            | Jakub Kaczmarek (POL)         | 41.                           |
| 85                            | Tobiasz Pawlak (POL)          | 73.                           |
| 86                            | Michał Pomorski (POL)         | 29.                           |
| 87                            | Adam Stachowiak (POL)         | DNF-4                         |

| Hengxiang Cycling Team HEN | Hengxiang Cycling Team HEN | Hengxiang Cycling Team HEN |
| -------------------------- | -------------------------- | -------------------------- |
| Nr.                        | Rytter                     | Placering                  |
| 91                         | Hou Dongyi (CHN)           | DNF-3                      |
| 92                         | Gao Yongbing (CHN)         | 32.                        |
| 93                         | Andris Vosekalns (LAT)     | 88.                        |
| 94                         | Māris Bogdanovičs (LAT)    | 45.                        |
| 95                         | Cristian Raileanu (ROU)    | 7.                         |

| Ljubljana Gusto Santic LGS | Ljubljana Gusto Santic LGS      | Ljubljana Gusto Santic LGS |
| -------------------------- | ------------------------------- | -------------------------- |
| Nr.                        | Rytter                          | Placering                  |
| 101                        | Natan Gregorčič (SLO)           | 59.                        |
| 102                        | Dylan Hopkins (AUS)             | 17.                        |
| 103                        | Jernej Hribar (SLO)             | DNF-2                      |
| 104                        | Viktor Potočki (CRO) (landevej) | 27.                        |
| 105                        | Andrew Sampson (AUS)            | 46.                        |
| 106                        | Anže Skok (SLO)                 | DNF-2                      |
| 107                        | Dan Andrej Tomšič (SLO)         | DNF-2                      |

| Li Ning Star LNS | Li Ning Star LNS     | Li Ning Star LNS |
| ---------------- | -------------------- | ---------------- |
| Nr.              | Rytter               | Placering        |
| 111              | Shao Junqi (CHN)     | 37.              |
| 112              | Zhi Hui Jiang (CHN)  | 101.             |
| 113              | Periklis Ilias (GRE) | 21.              |
| 114              | Roniel Campos (VEN)  | 55.              |
| 115              | Alexei Shnyrko       | 77.              |
| 116              | Bai Lijun (CHN)      | 98.              |
| 117              | Li Luhao (CHN)       | 85.              |

| Pingtan International Tourism Island Cycling Team PIT | Pingtan International Tourism Island Cycling Team PIT | Pingtan International Tourism Island Cycling Team PIT |
| ----------------------------------------------------- | ----------------------------------------------------- | ----------------------------------------------------- |
| Nr.                                                   | Rytter                                                | Placering                                             |
| 121                                                   | Li Honghai (CHN)                                      | 43.                                                   |
| 122                                                   | Li Tiancheng (CHN)                                    | 104.                                                  |
| 123                                                   | Yu Yuanfeng (CHN)                                     | DNF-5                                                 |
| 124                                                   | Chen Yixin (CHN)                                      | 68.                                                   |
| 125                                                   | Roman Majkin                                          | 24.                                                   |
| 126                                                   | Li Shuai (CHN)                                        | 47.                                                   |

| Roojai Online Insurance ROI | Roojai Online Insurance ROI  | Roojai Online Insurance ROI |
| --------------------------- | ---------------------------- | --------------------------- |
| Nr.                         | Rytter                       | Placering                   |
| 131                         | Lucas Carstensen (GER)       | 70.                         |
| 132                         | Polychrónis Tzortzákis (GRE) | 62.                         |
| 133                         | Thanachat Yatan (THA)        | 58.                         |
| 134                         | Konstantin Fast              | DNF-4                       |
| 135                         | Kongphob Thimachai (THA)     | 64.                         |
| 136                         | Adne van Engelen (NED)       | 12.                         |
| 137                         | Muhammadhanafee Kueji (THA)  | DNF-3                       |

| St George Continental Cycling Team STG | St George Continental Cycling Team STG | St George Continental Cycling Team STG |
| -------------------------------------- | -------------------------------------- | -------------------------------------- |
| Nr.                                    | Rytter                                 | Placering                              |
| 141                                    | Matthew Rice (AUS)                     | 97.                                    |
| 142                                    | William Cooper (AUS)                   | 76.                                    |
| 143                                    | Aidan Buttigieg                        | DNF-5                                  |
| 145                                    | Riley Fleming (AUS)                    | 67.                                    |
| 146                                    | Jackson Medway (AUS)                   | 71.                                    |
| 147                                    | Nick Kergozou (NZL)                    | 84.                                    |

| Medellín-EPM MED | Medellín-EPM MED     | Medellín-EPM MED |
| ---------------- | -------------------- | ---------------- |
| Nr.              | Rytter               | Placering        |
| 151              | Óscar Sevilla (ESP)  | 1.               |
| 152              | Brayan Sánchez (COL) | 48.              |
| 153              | Fabio Duarte (COL)   | 80.              |
| 154              | David Gonzalez (COL) | 42.              |
| 155              | Walter Vargas (COL)  | 75.              |
| 156              | Wilmar Paredes (COL) | 56.              |
| 157              | Danny Osorio (COL)   | DNF-2            |

| Tianyoude Hotel Cycling Team TYD | Tianyoude Hotel Cycling Team TYD  | Tianyoude Hotel Cycling Team TYD |
| -------------------------------- | --------------------------------- | -------------------------------- |
| Nr.                              | Rytter                            | Placering                        |
| 161                              | Guo Shourong (CHN)                | 81.                              |
| 162                              | Li Zisen (CHN)                    | 52.                              |
| 163                              | Yeisson Quetama (COL)             | 95.                              |
| 164                              | Jonathan Monsalve (VEN)           | 49.                              |
| 165                              | Saeid Safarzadeh (IRI) (landevej) | DNS-5                            |
| 166                              | Sun Hailin (CHN)                  | 103.                             |

| Terengganu Polygon Cycling Team TSG | Terengganu Polygon Cycling Team TSG      | Terengganu Polygon Cycling Team TSG |
| ----------------------------------- | ---------------------------------------- | ----------------------------------- |
| Nr.                                 | Rytter                                   | Placering                           |
| 171                                 | Metkel Eyob (ERI)                        | 23.                                 |
| 172                                 | Jeroen Meijers (NED)                     | DNS-2                               |
| 173                                 | Muhammad Shahmir Aiman Abdul Halim (MAS) | DNF-3                               |
| 174                                 | Mohd Shahrul Mat Amin (MAS)              | 54.                                 |
| 175                                 | Mohd Hariff Saleh (MAS)                  | DNF-3                               |
| 176                                 | Irwandie Lakasek (MAS)                   | DNF-3                               |
| 177                                 | Wan Abdul Rahman Hamdan (MAS)            | DNF-3                               |

| Wuzhishan Cycling Team WZS | Wuzhishan Cycling Team WZS | Wuzhishan Cycling Team WZS |
| -------------------------- | -------------------------- | -------------------------- |
| Nr.                        | Rytter                     | Placering                  |
| 181                        | Xu Kaixiong (CHN)          | DNF-3                      |
| 182                        | Huang Wenbo (CHN)          | 87.                        |
| 183                        | Zheng Bowen (CHN)          | 44.                        |
| 184                        | Shi Jinggang (CHN)         | 92.                        |
| 185                        | Javier Sarda Perez (ESP)   | 33.                        |
| 186                        | Angus Miller (AUS)         | DNF-3                      |
| 187                        | Oliver Anderson (AUS)      | 65.                        |

| Mongoliet MGL | Mongoliet MGL           | Mongoliet MGL |
| ------------- | ----------------------- | ------------- |
| Nr.           | Rytter                  | Placering     |
| 191           | Enkhtaivan Bolor-Erdene | DNF-2         |
| 192           | Myagmarsuren Baasankhuu | 39.           |
| 193           | Narankhuu Baterdene     | DNF-3         |
| 194           | Batbaatar Batsambuu     | DNF-3         |
| 195           | Davaajargal Altangerel  | 79.           |
| 196           | Temuulen Khadbaatar     | 82.           |